# Eine Frau namens Yesterday
Eine Frau namens Yesterday ist ein südafrikanisches Filmdrama von Darrell Roodt aus dem Jahr 2004.

## Handlung
Sommer: Die junge Yesterday, Mutter der fünfjährigen Beauty, leidet bereits seit dem letzten Winter an einem hartnäckigen Husten. Zum zweiten Mal begibt sie sich auf den langen Fußweg in die Klinik, um sich untersuchen zu lassen. Unterwegs weist sie zwei Lehrerinnen den Weg zu ihrem Dorf. In der Klinik wiederum ist die Patientenschlange so lang, dass sie auf nächste Woche vertröstet wird. Auch das dritte Mal hat sie kein Glück, obwohl sich ihr Gesundheitszustand verschlechtert. Bei der Feldarbeit bricht sie zusammen und wird in ihrem Haus ohnmächtig. Der Sangoma des Dorfes traut sie nicht; diese meint, ihre Krankheit sei auf eine innere Wut zurückzuführen, doch ist Yesterday nicht wütend. Nur in der neuen Lehrerin findet sie eine Vertraute, die ihr schließlich am Arzttag ein Taxi zur Klinik bezahlt. Die Ärztin untersucht sie und nimmt ihr Blut ab. Kurz darauf erhält Yesterday die Diagnose HIV. Auch ihr Mann John, ein Minenarbeiter, soll sich nun untersuchen lassen, sodass sich Yesterda nach Johannesburg begibt, um ihm die Nachricht zu überbringen. John reagiert empört und schlägt seine Frau brutal zusammen.
Winter: Yesterdays Zustand hat sich verschlechtert, sie ist schwach und müde. Dennoch will sie stark bleiben, bis ihr Kind im nächsten Sommer in die Schule kommt. Eines Tages sitzt ihr Mann vor der Tür. Er hat sich nach Dauerdurchfall ebenfalls testen lassen und ist ebenfalls HIV-positiv. Im Gegensatz zu Yesterday ist bei ihm die Krankheit weiter fortgeschritten und er verbringt die nächste Zeit im Bett. Die Dorfbewohner tuscheln und erfahren schließlich von seiner Erkrankung. Nun wollen sie ihn aus dem Dorf entfernen, auch wenn die Lehrerin versucht, die Gefahr einer Ansteckung realistisch darzustellen. Yesterday befürchtet, dass ihr Mann gelyncht wird, und errichtet auf dem Feld vor dem Dorf eine provisorische Hütte aus Wellblech, wo sie ihren Mann unterbringt. Im Krankenhaus waren alle Betten belegt. John stirbt im Winter und sie ist bei ihm.
Sommer: Yesterday besucht wie jeden Tag das Grab ihres Mannes. Sie ist von ihrer Krankheit gezeichnet und die Lehrerin verspricht, sich nach ihrem Tod um Beauty zu kümmern und sie wie ihr eigenes Kind zu lieben. Yesterday ist ihr dankbar. Kurz vor der Einschulung schenkt Yesterday ihrer Tochter ein Kleid, das sie in der Schule anziehen kann. Am Tag des ersten Schultags steht Yesterday stolz und gerührt am Schulzaun und schaut zu, wie ihre Tochter das Schulgebäude betritt. Anschließend begibt sie sich zu Fuß zurück ins Dorf.

## Produktion
Eine Frau namens Yesterday wurde 2003 in Südafrika, darunter vor allem im Dorf Okhambe in der Provinz KwaZulu-Natal und in Gauteng, gedreht. Die Kostüme schuf Darion Hing, die Filmbauten stammen von Tiaan van Tonder. Im Film sind die Lieder Wena se goli und Yaka Yaka, gesungen von Madosini, sowie Woza moya, gesungen von Azumah, zu hören. Es war der erste große Spielfilm, der in Zulu entstand.
Eine Frau namens Yesterday erlebte am 3. September 2004 im Rahmen der Internationalen Filmfestspiele von Venedig seine Uraufführung und kam am selben Tag auch in die südafrikanischen Kinos. In Deutschland wurde der Film erstmals am 10. Mai 2007 auf dem Sender Sky Atlantic HD gezeigt.

## Synchronisation
| Rolle             | Darsteller     | Synchronsprecher   |
| ----------------- | -------------- | ------------------ |
| Yesterday Khumalo | Leleti Khumalo | Nana Spier         |
| Beauty            | Lihle Mvelase  | Valentina Bonalana |
| Ärztin            | Camilla Walker | Marina Krogull     |
| Sangoma           | Nandi Nyembe   | Arianne Borbach    |

## Auszeichnungen
In Venedig gewann Eine Frau namens Yesterday 2004 den EIUC-Preis. Der Film war 2005 für einen Oscar als Bester fremdsprachiger Film nominiert. Dies stellte die erste Oscar-Nominierung eines südafrikanischen Films in dieser Kategorie dar. Zudem war Eine Frau namens Yesterday für einen Young Artist Award als Bester internationaler Spielfilm und einen Independent Spirit Award als Bester ausländischer Film nominiert. Im Jahr 2006 wurde der Film bei der Primetime-Emmy-Verleihung 2006 für einen Preis in der Kategorie Fernsehfilm nominiert.